# Auguste Lambiotte
Pour les articles homonymes, voir Lambiotte.
Auguste Lucien Thomas Lambiotte, né le 15 février 1862 à Marche-en-Famenne et mort le 6 mai 1920 à Fontainebleau, est un industriel, homme de presse et politique belge libéral bruxellois francophone.

## Biographie
Auguste Lambiotte est le fils de Lucien Lambiotte, marchand de bois et producteur de produits chimiques, et de Thérèse Vigneron. Il a épousé Joséphine Walraven.
Particulièrement actif dans le monde de la presse, il est le cofondateur et directeur général de La Réforme, directeur de la revue Médecine et Hygiène, membre du bureau de l'hebdomadaire Le Ralliement et du conseil d'administration de l'hebdomadaire La Sentinelle.
Il est également copropriétaire de scierie et d'usines de produits chimiques issus de la distillation du bois, avec des implantations à Marbehan, Bissen et dans le département français de la Nièvre (Lambiotte (entreprise)).
Il est conseiller municipal de Schaerbeek (1895-1897) et conseiller provincial de la province de Brabant (1888-1892).
En 1892, il devient représentant libéral de l'arrondissement de Bruxelles. Il le reste jusqu'en 1894. En 1902, il devient sénateur et occupe ce mandat jusqu'en novembre 1919.
Lambiotte est un farouche opposant à la politique coloniale et à l'implication de la Belgique dans l'État indépendant du Congo.
Un beau souvenir : son ex-libris non-signé que l'on retrouve dans les livres de sa bibliothèque complété à la main d'indications pour situer le livre dans la bibliothèque.  Il possédait des livres de poèmes produits par la Maison Quantin tirés à petit nombre de la collection Petits poètes du XVIIIe siècle vers 1885.